# Esther Bick
Esther Bick (4 de julio de 1902 en Przemyśl, Galitzia - † 21 de julio de 1983 en Londres) fue una psicoanalista infantil polaca conocida por sus aportes teóricos y técnicos al psicoanálisis infantil de orientación kleiniana. 

## Biografía
Con nombre de soltera Esteza Lifsza Wander, fue la hija mayor de una familia judía ortodoxa. A la edad de siete años fue enviada a Praga a casa de su tía, para ayudarle a cuidar a su bebé. Trabajó posteriormente como parvularia, hizo sus estudios secundarios y estudió psicología en Viena con Charlotte Bühler. Es esa época, la profesora Bühler realizaba un proyecto de investigación acerca del desarrollo infantil. Aunque Esther Bick no compartía el enfoque conductista de Bühler, se doctoró en 1935 en el marco de este proyecto con un trabajo sobre la formación de grupos en el segunda año de vida.
Después de terminados sus estudios se casó con el médico Phillip Bick, huyendo con él a Suiza después de la anexión de Austria por los nazis en 1938. Debido a que en Suiza no logró obtener un permiso de trabajo, continuó emigrando - sin su esposo - a Gran Bretaña, estableciéndose en Mánchester y comenzando en 1941 un análisis con Michael Balint. Esther Bick trabajó en una guardería infantil de Salford y de 1942 a 1945 en una Child Guidance Clinic de Leeds. 
Después del fin de la guerra se trasladó a Londres iniciando en 1947 una formación en la British Psychoanalytical Society. Continuó su psicoanálisis didáctico en 1950 con Melanie Klein, transformándose en una de sus seguidoras. En 1948 se hizo miembro extraordinario, en 1953 miembro ordinario de la BPAS, realizando su conferencia inaugural acerca de las ansiedades sexuales femeninas(Anxieties underlying phobia of sexual intercourse in a woman). Se especializó en psicoanálisis infantil y en 1949, a invitación de John Bowlby, inició labores como psicoterapeuta infantil en la Clínica Tavistock, donde estableció un curso sobre la observación sistemática de lactantes, introduciendo este método en la formación de psicoanalistas infantiles.

## Aportes
Esther Bick ejerció una influencia determinante sobre el desarrollo del psicoanálisis infantil en Inglaterra. A partir del enfoque de Bühler, integró la observación al trabajo psicoanalítico, desarrollándolo ulteriormente como técnica de observación psicoanalítica participante de lactantes, conocido hoy día como Método Esther Bick. Fue novedosa su focalización en las emociones del observador como recurso para entrar en contacto con el inconsciente del bebé.
Entre los conceptos relevantes, incorporados a la teoría kleiniana, se cuentan la "piel psíquica", la función primaria de la piel y el fenómeno de defensa de la segunda piel. Según Blick, la sensación de la propia piel, tanto desde el interior como en su calidad de límite a través de la piel de la madre (skin of self-and-mother), le permite tempranamente al bebé la experiencia de la integridad de su persona  (primary skin containment). Cuando esto fracasa, se forma - como defensa en contra de la experiencia destructiva de la desintegración o de un límite agujereado por el que la persona se escurre - se forma una segunda piel de blindajes musculares. Con estas consideraciones Esther Bick preparó el concepto de mi-piel de Didier Anzieu.

## Obras
- Klein, R., & Wander, E. Gruppenbildung im zweiten Lebensjahr ("Formación de grupos en el segunda año de vida"). Zeitschrift für Psychologie, 1933, 128, 257-280. ISSN 0233-2353.
- Wander, E., Gruppenbildung im zweiten Lebensjahr ("Formación de grupos en el segunda año de vida"). Tesis, Viena, 1935
- Bick, Esther Anxieties underlaying phobia of sexual intercourse in an woman ("Ansiedades subyacentes a una fobia a las relaciones sexuales en una mujer") (1953). Brit J Psychother 18 (1), 2001, ISSN 0265-9883 - traducción Ansiedades subyacentes a una fobia a las relaciones sexuales en una mujer Rev. chil. psicoanal;19(2):155-165, dic. 2002, 0716-3649.
- Bick, Esther Child analysis today. IJP 43, 1962, 328ea, ISSN 0020-7578; en Bick 2002, 27-36
- Bick, Esther Notes on infant observation in psycho-analytic training ("Notas acerca de la observación de lactantes en el entrenamiento psicoanalítico"). IJP 45, 1964, ISSN 0020-7578; en Bick 2002, 37-54
- Bick, Esther The experience of the skin in early object relation ("La experiencia de la piel en las relaciones objetales tempranas"). IJP 49, 1968, 484-486, ISSN 0020-7578; en Bick 2002, 55-59
- Bick, Esther Further considerations on the function of the skin in early object relations ("Consideraciones ulteriores acerca de la función de la piel en las relaciones objetales tempreanas"). Brit J Psychother 2 (4), 1986, ISSN 0265-9883; en Bick 2002, 60-71
- Collected Papers of Martha Harris and Esther Bick. Ed. por Meg Harris Williams. Perthshire, Scotland 1987
- Surviving Space. Papers on Infant Observation. Essays on the Centenary of Esther Bick. ed. de A. Briggs. London, New York 2002